# Xyliphius
Xyliphius és un gènere zoològic de peix gat (ordre Siluriformes) de la família de les Aspredinidae.

## Taxonomia
- Xyliphius barbatus Alonso de Arámburu i Arámburu, 1962
- Xyliphius kryptos Taphorn i Lilyestrom, 1983
- Xyliphius lepturus Orcés-V., 1962
- Xyliphius lombarderoi F. J. J. Risso i E. N. P. de Risso, 1964
- Xyliphius magdalenae C. H. Eigenmann, 1912
- Xyliphius melanopterus Orcés-V., 1962